# Mobile TeleSystems
Mobile TeleSystems (in russo Мобильные ТелеСистемы?), in acronimo MTS o МТС, con sede a Mosca, è il più grande operatore di rete mobile in Russia, che opera su standard GSM, UMTS e LTE.
Oltre alla rete cellulare, l'azienda offre anche servizi telefonici locali, banda larga, televisione via cavo, televisione satellitare e digitale terrestre.

## Storia

### MTS Russia
Nel 1994, una joint venture di Moscow City Telephone Network, T-Mobile e Siemens, che in seguito divenne parte di Mobile TeleSystems (MTS), offrì il primo servizio di telefonia mobile della Russia al pubblico di Mosca. Nello stesso anno, a giugno, VimpelCom ha anche avviato il servizio di telefonia mobile Beeline. MTS avendo iniziato nella zona di licenza di Mosca nel 1994, MTS nel 1997 ha ricevuto licenze per ulteriori aree e ha iniziato l'espansione in Russia, entrando in seguito in altri paesi della CSI.
Nel 2009, MTS ha acquisito diverse catene di vendita al dettaglio di telefonia mobile indipendenti, creando una rete di vendita al dettaglio monomarca MTS di 3300 negozi, la seconda più grande rete di vendita al dettaglio in Russia. Sempre nel 2009 MTS ha iniziato a commercializzare telefoni cellulari con marchio MTS.
Nel 2010 MTS è diventato il quinto marchio di cellulari più venduto in Russia, dopo Nokia, Samsung, LG e Sony Ericsson.
Sempre nello stesso anno, MTS ha annunciato l'acquisizione del 62% delle azioni di Comstar, il più grande provider russo di Internet fisso e TV via cavo con 7,5 milioni di famiglie passate. I prodotti Comstar sono stati rinominati in MTS nel 2010, formando il più grande marchio russo di telecomunicazioni mobili e fisse. Fino a questo acquisto, MTS è stata presentata al mercato della telefonia fissa attraverso la sua controllata Moscow City Telephone Network (MGTS), che nel 2013 ha servito più di 4,4 milioni di abbonati a Mosca e nell'Oblast' di Mosca.
Nel novembre 2013, la società ha lanciato "Home phone MTS" a Rjazan', Orël, Kirov, Krasnodar, Rostov sul Don e Ekaterinburg. Il canone di abbonamento per il telefono cablato è di 100 rubli. Al mese, include chiamate illimitate verso numeri di operatori di rete fissa locali. Il costo delle chiamate ai numeri di cellulare varia da 1,1 rubli al minuto a seconda della regione. In precedenza, in diverse città tali servizi sono forniti anche da Comstar, una filiale di MTS.
Durante il 2012-2013, MTS ha implementato la rete FTTB in quasi venti nuove città dei circondari federali dell'Estremo Oriente, della Siberia, del Centrale, del Volga e degli Urali. Nel 2012, MTS ha lanciato in tutte le città in cui lo standard di segnale DTV DVB-C e nel dicembre 2013 un progetto per fornire servizi di telefonia fissa al mercato di massa nelle regioni.
Nel 2013, Interregional TransitTelekom ha vinto una gara d'appalto indetta da MTS per fornire servizi IPX ed è diventata uno dei fornitori di servizi per l'azienda nel mercato internazionale delle telecomunicazioni. Nel novembre 2013 MTS ha iniziato ad offrire ai propri clienti russi il servizio di roaming LTE, dopo che tale accordo è stato siglato prima con l'operatore sudcoreano SK Telecom e poi con Arabia Saudita e Gran Bretagna. Insieme alla costruzione della rete fissa, la società ha lanciato nel 2013 lo standard televisivo digitale DVB-C a Ulan-Ude, Blagoveščensk, Ussurijsk e Nakhodka. Nel novembre 2013 MTS è passata completamente alla TV digitale collegando nuovi abbonati, interrompendo la connessione alla televisione analogica.
Il 17 settembre 2019, è stato rivelato che un dispositivo di archiviazione contenente 1,7 terabyte di informazioni relative a MTS è stato esposto a Internet pubblico a causa di una fuga di dati.

### VivaCell-MTS Armenia
In Armenia, i servizi con il marchio MTS sono forniti da K-Telecom, con il marchio "VivaCell-MTS [hy]", di cui l'80% è di proprietà di MTS. Il numero di abbonati a VivaCell-MTS in Armenia al 31 marzo 2011 era di 2,55 milioni. A maggio 2011, VivaCell-MTS occupava oltre il 60% del mercato della telefonia mobile in Armenia e fino a dicembre 2017 VivaCell-MTS aveva 2,1 milioni di abbonati.
Nel gennaio 2024 è stato annunciato che MTS aveva venduto la sua unità armena al Fedilco Group, vendendo il 100% delle sue azioni.

### MTS Bielorussia
In Bielorussia, il marchio MTS fornisce servizi di telecomunicazione e trasmissione dati. I fondatori di questa società sono: Beltelecom (con il 51% delle azioni) e The Russian Mobile TeleSystems (con il 49% delle azioni). A dicembre 2017, MTS possedeva 5,2 milioni di abbonati in Bielorussia.